# Glass Joe
Glass Joe es un boxeador francés de ficción de la serie de videojuegos Punch-Out!! de Nintendo. Apareció por primera vez en el juego de arcade Punch-Out!! en 1984 y tres años después en el juego de NES del mismo nombre. Su aparición más reciente fue en la entrega para Wii de Punch-Out!!. Fue diseñado originalmente por Shigeru Miyamoto y revisado por Makoto Wada para el juego de NES. Lo expresa Christian Bernard en el juego de Wii.
Es el primer adversario del jugador en todos sus papeles y es famoso por su debilidad y cobardía, consideradas por la crítica como estereotipos de los franceses. Estas características fueron destacadas por el desarrollador del juego para Wii, que incluía escenas de animación que representan a Glass Joe en escenarios franceses. Glass Joe es considerado uno de los personajes más conocidos de la serie Punch-Out! y un icono de Nintendo. Su nombre ha sido utilizado para describir el bajo rendimiento de los deportistas y los equipos. En el juego de Wii, su diálogo consiste en suplicar al jugador que no le pegue en la mandíbula, quejarse de la rigidez de sus guantes y contar hasta diez en francés.

## Concepto y creación
Glass Joe es un boxeador francés de 38 años con peso mosca que viene de París. El mide 177.8 centímetros (5'10'') y pesa 49.9 kilogramos (110 lbs.). Su récord de victorias es de una a 99 derrotas. Es el rival más débil y el primer encuentro de los jugadores en cualquiera de sus papeles. Su mediocridad se ha atribuido a los malos tiempos de bloqueo y reacción. Posee varios estereotipos negativos de los franceses.
El personaje fue diseñado por Shigeru Miyamoto para el juego de arcade original Punch-Out!!. El nombre "Glass Joe" fue concebido por Genyo Takeda como un juego en su mandíbula de cristal. La aparición de Glass Joe fue revisada por Makoto Wada para el Punch-Out!! de NES. El personaje lo expresa Christian Bernard en el juego de Wii; gran parte de su diálogo entre partidos consiste en contar hasta diez en francés. Next Level Games (el desarrollador del juego para Wii) introdujo escenas de animación que mostraban a Glass Joe como un francés a la moda. También le mostraron frente al Arco del Triunfo y la Torre Eiffel (ambos hitos parisinos). Los diseñadores hicieron estallar cruasanes de Glass Joe cuando quedó inconsciente.

## Apariencias
El debut de Glass Joe fue en el primer juego de Punch-Out!! para las salas de máquinas recreativas en 1984. Su papel consistía en dar a los jóvenes jugadores una sensación de realización que les motivaba a gastar más dinero para intentar vencer a los rivales más difíciles. Glass Joe apareció más tarde en Punch-Out!! para la NES en 1987. Aunque no apareció en la secuela del juego de SNES, abrió una escuela de boxeo para luchadores potenciales. Gabby Jay (el primer oponente del juego) asistió a esta escuela y obtuvo su primera y única victoria contra Glass Joe. La última aparición de Glass Joe fue en Punch-Out!! para la Wii en 2009. Fue uno de los primeros personajes revelados en el material de preestreno. El Punch-Out!! de Wii tiene un modo llamado "Title Defense" que incluye una versión más difícil de Glass Joe entre otros oponentes. Este modo hace que Glass Joe use un casco protector debido a la recomendación de un médico después de que se le hizo una radiografía en el cráneo.

## Recepción
Glass Joe se ha convertido en uno de los personajes emblemáticos de Punch-Out!!. Fue incluido en una serie de tarjetas de comercio que representan varios boxeadores de Punch-Out!!. Tanto Chris Plante, de la UGO, como "jmanalang", de G4TV, consideraron la pelea con Glass Joe como uno de los momentos más memorables de la NES. Plante sintió que fue aún más memorable que la pelea en el juego con Mike Tyson. Chris Buffa, de GameDaily, llamó a Glass Joe uno de los personajes de Nintendo menos apreciados y dijo que quería verle triunfar.
Su nombre ha sido usado como un término despectivo para los deportistas que se desempeñan mal, como Derek Anderson, Ahmad Bradshaw, y los jugadores del equipo de fútbol de North Penn. El nombre también ha sido utilizado por Bill Simmons de ESPN para describir su decepción con la lucha por el campeonato de peso pesado entre los boxeadores Wladimir Klitschko y Chris Byrd. Cuando se le preguntó quién de sus oponentes de boxeo le recordaba más a Glass Joe, Mike Tyson dijo que Bruce Seldon a quien, según él, ni siquiera necesitaba golpear. Mike Oz, de Yahoo! Sports, creó el "Glass Joe Title" (galardonado por su bajo rendimiento en la MLB). Hasta ahora lo ha otorgado a los Ángeles de Los Ángeles, los Mets de Nueva York, los Yankees de Nueva York y los Bravos de Atlanta.
Las características francesas de Glass Joe han sido discutidas por críticos como la escritora Sumantra Lahiri y Oli Welsh de Eurogamer. Craig Harris, de IGN, cree que el juego de NES se centra más en sus puntos débiles y que el juego de Wii enfatiza sus estereotipos. Un miembro del podcast Retronauts también sintió que se definía más por su debilidad que por su nacionalidad hasta que aprendió más sobre los estereotipos franceses. Chris Buffa pensaba que los estereotipos podían considerarse ofensivos, mientras que Ryan Davis, de Giant Bomb, pensaba que no había nada legítimamente ofensivo. El grupo de rap de comedia Starbomb rindió homenaje a Glass Joe en la canción "Glass Joe's Title Fight" en su álbum de 2014 Player Select, que narra una pelea nefasta entre Joe y el Sr. Sandman.

### Dificultad
Glass Joe es considerado digno de mención por su debilidad. Los escritores lo han utilizado como una prueba de la usabilidad de los controladores de NES como el U-Force y el Power Glove. Nikola Suprak, de Hardcore Gamer, comparó a Glass Joe con el enemigo de Super Mario Goomba, que apareció junto a Glass Joe en una lista de Nintendo Power con sus "sacos de boxeo favoritos". El editor de GamesRadar, Mikel Reparaz, lo incluyó en su lista de los "13 más desafortunados bastardos de los videojuegos" y respetó el hecho de que nunca se rinde. aparece como trofeo en Super Smash Bros. para Nintendo 3DS y Wii U y como un espíritu en Super Smash Bros. Ultimate.

Su aparición en el modo "Title Defense" del Punch-Out!! de Wii recibió atención por su mayor dificultad. Chris Scullion, de la revista Official Nintendo Magazine, elogió la lucha y sintió que demostró que el juego de Wii no sería demasiado fácil.